# Amblyrhynchotes
 Amblyrhynchotes es un género de peces globo nativo de los océanos Índico y Pacífico. El género comprende al menos dos especies; Amblyrhynchotes honckenii vive desde la costa africana a China, mientras que el Amblyrhynchotes rufopunctatus reside en el Pacífico occidental y el Mar de China Meridional.

## Especies
Existen al menos dos especies reconocidas en este género:
- Amblyrhynchotes honckenii (Bloch, 1785)
- Amblyrhynchotes rufopunctatus S. C. Li, 1962